# 尖椒部落
尖椒部落（せんしょうぶらく、Jianjiao Tribe 、組織の正式名称はShenzhen Dala Culture Communication Co.、Ltd.  ）は、「深圳市大辛文化コミュニケーション有限公司」と呼ばれる、「中国唯一の女性労働者の権利と生活情報プラットフォーム」を自称する、女性労働者の労働権に焦点を当てた社会サービス労働者の権利保護団体。 
2014年に中華人民共和国深圳市に設立された。   
2020年2月16日、団体のウェブサイト編集者が、違法な労働契約を結ばされて違法に解雇されたと発表し、知乎、WeChatなどのソーシャルプラットフォームで大きな注目を集めた。

## 主な活動

### 情報発信
現在、尖椒部落は1400以上の論文を発表しており、執筆者は全部で200人である。その中の半分は女性労働者となっている。Weibo、WeChat、qq、Zhihu、Doubanなど、23ものコンテンツ公開プラットフォームがある。

### オフライン活動
2014年、尖椒部落は30以上のオフラインイベントを開催し、建家部族は友好機関や労働者に無料のイベント発行サービスも提供した。

### 運営ブランド
運営するネットショップは「中国のNo.1女性労働者ブランド」と自称し、文化服、ズックバッグ、冷蔵庫のステッカーなどを販売している。

## LGBT従業員の不法解雇事件
2020年1月16日、尖椒部落の幹部らは、従業員の王小嗨に面接をおこなって労働契約の解除を口頭で要求し、書面による通知はおこなわなかった。その後、尖椒部落は王小嗨と労働契約を解除することで合意したと主張したが、当事者は否定した。
2020年1月22日、尖椒部落は王小嗨に会社の電子メールシステムを通じて「労働契約解除通知書」を発送した。2020年2月16日に王小嗨と正式に労働契約を解除することを要求した。しかし、王は中華人民共和国の「労働契約法」第40条に基づき、雇用単位が一方的に労働契約を解除するには30日前の通知が必要で、2月16日に労働契約を解除することは労働法の関連規定に合致しないと主張している。さらに、労働契約の終了の理由は、「労働者は仕事に適任ではなく、訓練または転職後もまだ適任ではない」である必要がある。王は、尖椒部落が契約終了を伝える前に転職も訓練もおこなわなかったと指摘し、明白に違法な解雇であるとしている。
2020年2月16日、尖椒部落の元ウェブサイト編集者である王小嗨は、知乎コラムで「私は尖椒部落に不法に解雇された。なぜ労働機構の官僚は資本家よりひどいのか? 」と題した文章で、不法解雇の経緯を詳述した。
同日、尖椒部落は公式アカウントとxx上で違法解雇事件に対し、「大きな財政的圧力」を受けているとして、王の業務遅延を告発したが、王は解雇に応じなかったと主張した。社会保険の不法代理納付問題については、尖椒部落は代理納付の違法性を認めていない。そして最後に声明を出して、これからは違法解雇に関する問題に応じることを拒否した。
2020年2月17日、中国の著名なフェミニストで尖椒部落経営陣の鄭楚然は、そのWechatの友達圏で王小嗨の職務能力を告発した。王小嗨はその後、文章を書いて、鄭楚然の告発に答えた。
2020年2月27日、尖椒部落は違法事実の承認を拒否したため、双方は最終的に協議が決裂し、王小嗨は労働仲裁を提起し、尖椒部落の違法除名行為に対して法的手段を訴えると発表した。
2020年4月7日、王小嗨は知乎で「王小嗨労働仲裁事件傍聴招待状」を発表した。この事件に関心を持つ左翼の人士と労働法の人権者を招待して、この事件を傍聴して審理する。

## 機関職員と不法労働契約を締結した事件
王はトランスジェンダーである。元社員として、彼女も尖椒部落とその機構従業員が締結した不法労働契約を暴露した。
尖椒部落と王小嗨が締結した「労働契約」第5条に基づき、尖椒部落は第三者機構に王小嗨に社会保障の代理納付を依頼した。しかし、「広東省社会保険基金監督条例」第21条の規定により、社会保険の代理納付は詐欺行為であり、重大な違法性がある。王小嗨は、違法社会保障の代理納付はすでに失業金を受け取ることができなくなったと主張している。
「労働契約」第4条は労働者の秘密保持義務を規定しているが、その義務はすべての会社の関連規定内容及び会社及びその付属ブランドに不利な情報に限りなく拡大された。しかし、王は「労働契約法」に規定されている秘密保持義務は商業秘密の秘密保持にしか及ばないと考えている。尖椒部落の規定は明らかに労働法に違反している。
「労働契約」第6条の要求は、休日だけでなく、平日と法定祝日期間に残業を手配しても代休を通じて残業代を支払うことができる。ただし、「中華人民共和国労働法」第44条によると、休日に残業を手配して、代休を通じて残業代を支払うことができる。平日と法定休日に残業を手配し、残業代を支払わなければならない。残業代を代休で支払ってはいけない。その「労働契約」条項は公然と「中華人民共和国労働法」を無視して、残業代の代わりに休暇を不法に使っている。
「労働契約」第8条は、労働者が労働契約の解除を許可する状況について、「甲は本契約の内容に違反する」と規定しているだけである。王は、「労働契約法」では、労働者が法定解除権を行使することが許される状況がいくつか規定されていると考えていまる。しかし、尖椒部落はほとんど一字も触れず、「甲は本契約の内容に違反する」と規定している。使用者が自らの法定責任を免除し、労働者を排除する権利を構成している。契約無効または一部無効になる。

## 評価

### 肯定的な評価
中国の有名なフェミニスト、鄭楚然は、知乎は中国最大の女性を敵視する男性権サイトで尖椒部落の発言を悪意を持って伝えることが当然のように横行しているとする。
鄭楚と並ぶフェミニストの李婷は、尖椒部落が王小嗨を解雇するのは「法律面とNGO倫理面から」間違っていないと述べた。
中国の有名なフェミニストである呂頻は、王小嗨自身に問題があると主張して、尖椒部落は謝罪すべきでないとしている。
清華大学社団政治資金研微信グループの李史瑾は、労働法は福祉的性質のものであり、ほとんどの労働者はそれを享受できないと信じているが、王小嗨は他に先んじたいと考えており、王が労働法を最初に享受すべきではないとする。

### 否定的な評価
中国中央戯劇学院戯文学部の趙志勇・助教授は、今回の事件で、男性左派はフェミニズムの天敵になっているように思われるが、もしそうであれば、女性がいじめられた場合、左派も女性権主義のために話す必要がないと指摘している。
中国の自由主義社会活動家、中山大学の倫理学博士の陳純によると、尖椒部落の事件が明るみに出てフェミニストがLGBTを攻撃し、王小嗨というトランスジェンダーを「女性だと思い込んでいる男」と呼んでおり、論理が矛盾しているとする。
中国のトロツキストである秋火は、この事件から労働法に対する無知が暴露されたと主張し、王小嗨の露出した文章に対する反応には官僚的な言葉があふれ、率直に反省する気持ちは少しもないとした。
中国のトロツキストである若羽は、尖椒部落は支配秩序と資本主義のルールを複製したと指摘している。今回の除名事件の暴露は労働者の権益の維持と性別の平等権の促進には大きな損失はないと指摘している。最後に損をしたのは政治の理想を看板にした商人たちだとする。
Wechatのメディア担当である章羅貯蔵林によると、尖椒部落は平日に労働法の常識を普及させており、「労働者の権利と利益」をコアとするNGOである。通常の「労働争議」にため息をつき、さらに「困難な状況」を嘆くことは本当に驚くべきことだとする。